# Cristian Stănescu
Cristian Stănescu (n. 13 octombrie 1951, com. Glodeni, județul Dâmbovița) este un politician român, fost membru al Parlamentului României în legislatura 2004-2008, ales pe listele PRM. În cadrul activității sale parlamentare, Cristian Stănescu a fost membru în grupurile parlamentare de prietenie cu Republica Arabă Egipt, Regatul Thailanda, Republica Bulgaria, Republica Guineea, Republica Ecuador. În 2006, Cristian Stănescu a demisionat din funcția de președinte PRM Brașov.